# Platysteira
Platysteira är ett fågelsläkte i familjen flikögon inom ordningen tättingar. Släktet omfattar åtta arter med utbredning i Afrika söder om Sahara:
- Purpurstrupigt fliköga (P. cyanea)
- Angolafliköga (P. albifrons)
- Svartstrupigt fliköga (P. peltata)
- Bamendafliköga (P. laticincta)
- Brunkindat fliköga (P. blissetti)
- Svarthuvat fliköga (P. chalybea)
- Kongofliköga (P. jamesoni)
- Saffransfliköga (P. concreta)